# Gradaščica-Park
Der Gradaščica-Park entlang der Barjestraße (slowenisch Park Gradaščica ob Barjanski cesti) ist ein Park an den Ufern der Gradaščica in den Stadtbezirken  Trnovo und  Vič. Er wurde in Zusammenhang mit der 2008 eröffneten Flussüberquerung der Barjanska cesta (Barje-Brücke) errichtet und verbindet Ruhezonen am Flussufer mit Spazierwegen und Grünzonen.
- Gradaščica-Park[3][2]

## Lage
Der Park liegt vorwiegend am Nordufer der Gradaščica zwischen Riharjeva ulica und Trnovo-Brücke im Osten. Etwa ein Viertel der Parkfläche liegt am Südufer. Im Norden wird die Anlage durch Finžgarjeva ulica und Gradaška ulica begrenzt. Die Barjanska cesta überquert den Park in Nord-Süd-Richtung. Am östlichen Parkende beginnen die von Jože Plečnik gestalteten Grünbereiche Grüne Promenade und Uferböschungen der Gradaščica.

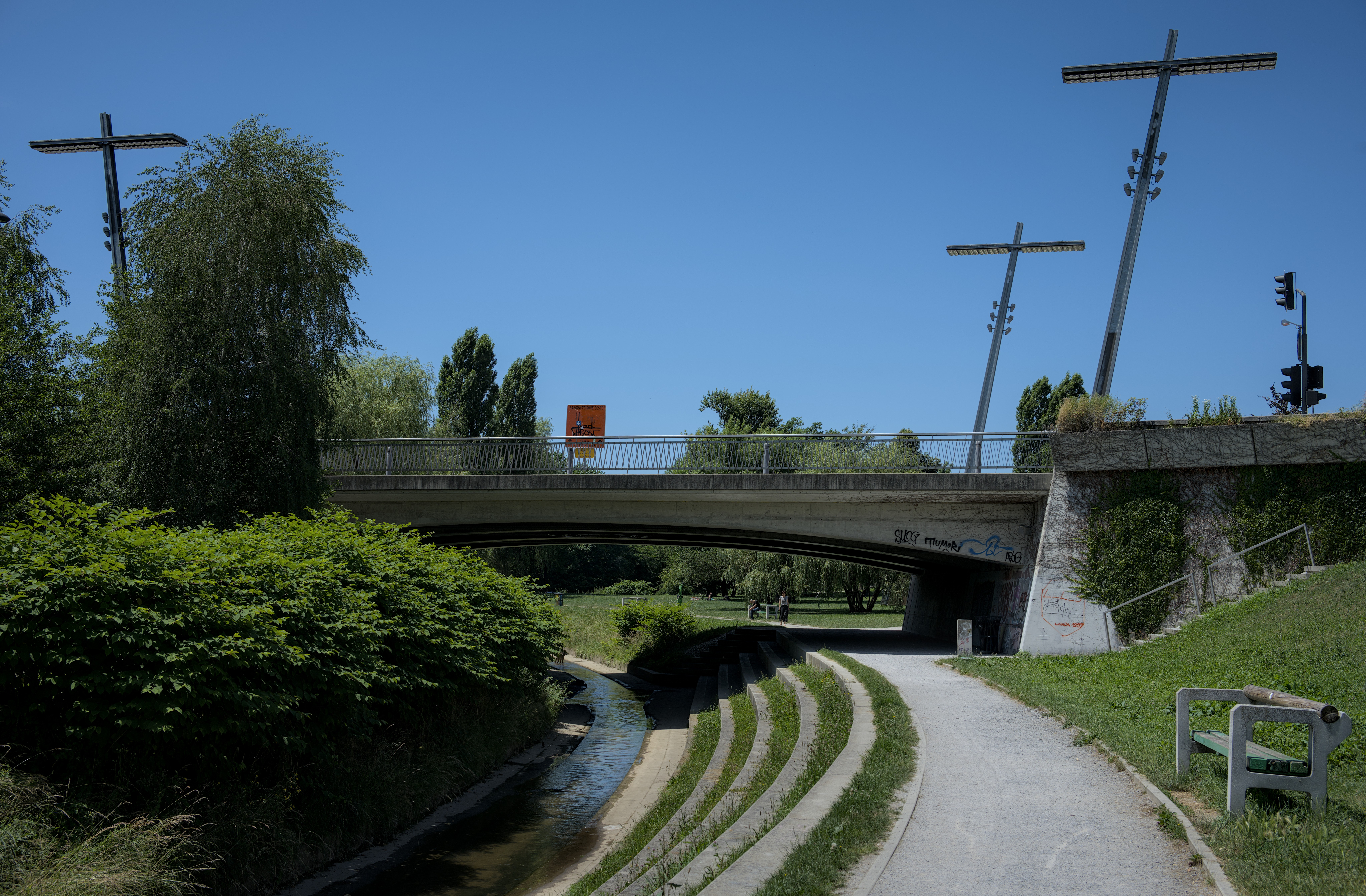
Überquerung des Gradaščica-Parks durch die Barje-Brücke

## Nutzung
Außer zur Erholung wird der Park für kulturelle Zwecke genutzt, zum Beispiel für Lichtinstallationen.

## Bauwerke und Einrichtungen
- Parkanlage
- Barje-Brücke
- Trnovo-Brücke